# Mark (släkt)
Mark är en släkt från socknarna Seglora och Fritsla i Marks härad i Västergötland. Dess kända medlemmar var företagare inom textilbranschen.
Släktens äldste kände stamfader är Pehr Andersson i Fritsla (1698-1774). Hans sonsons sonsöner Johannes, Claes och August Johansson blev företagare inom textilindustrin i och omkring Göteborg. Efteramnet Mark antogs av August samt av hans bröders barn.
År 1958 bildades en släktförening. 

## Medlemmar
- Johannes Johansson (1841-1898), grosshandlare och fabrikör, grundare av Johansson & Carlander i Göteborg
- Claes Johansson (1843-1893), grundare av Claes Johansson & Co i Göteborg
- August J:son Mark (1848-1900), grundare av August Johansson Mark & Co i Göteborg
- Knut J:son Mark (1869-1958), son till Johannes Johansson, VD för Gamlestadens fabriker
- Conrad Mark (1869-1926), son till Claes Johansson, företagsledare

## Bildgalleri

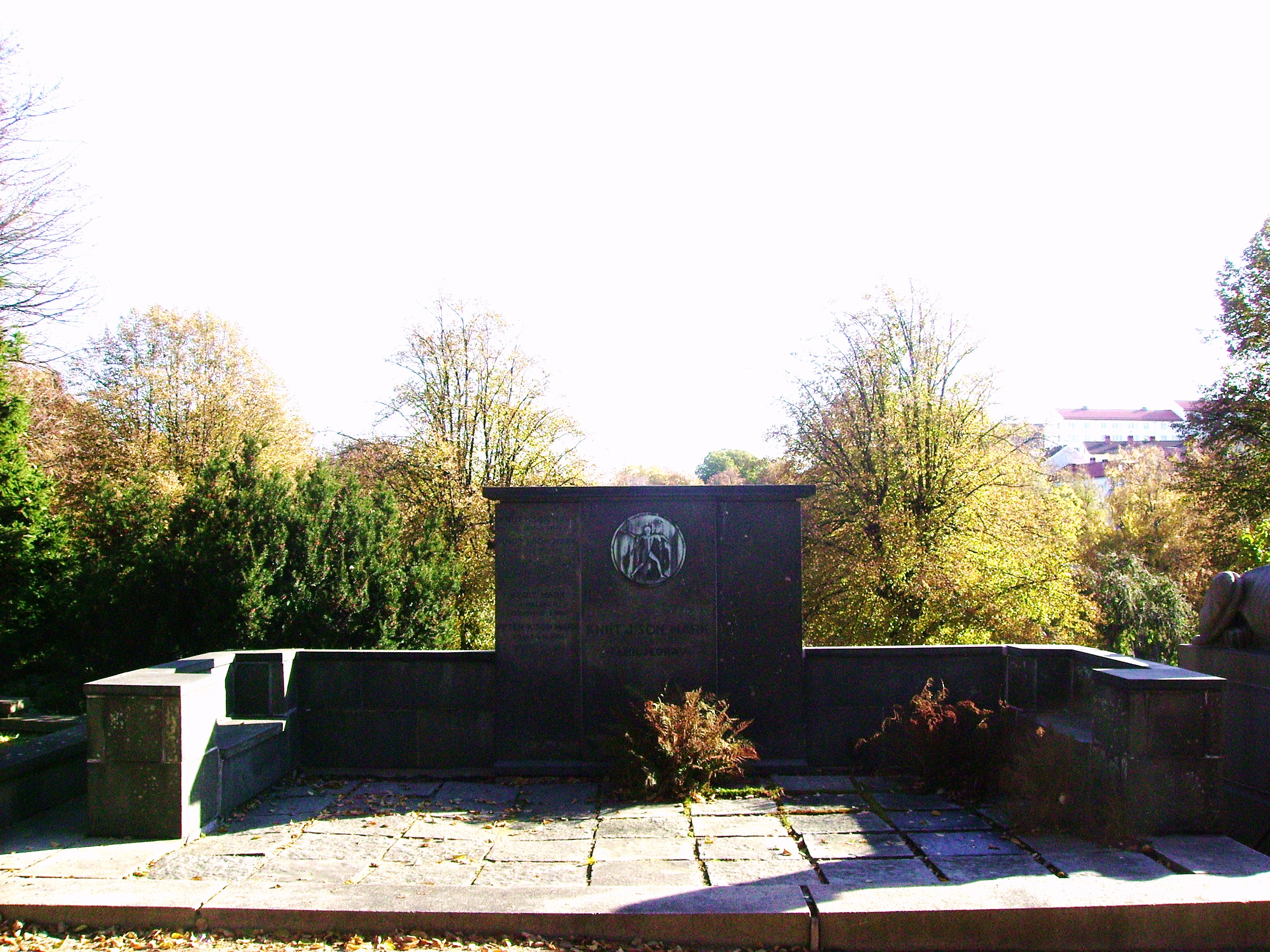
Knut J:son Marks gravvård på "Rikemanskullen" på Östra kyrkogården, Göteborg.
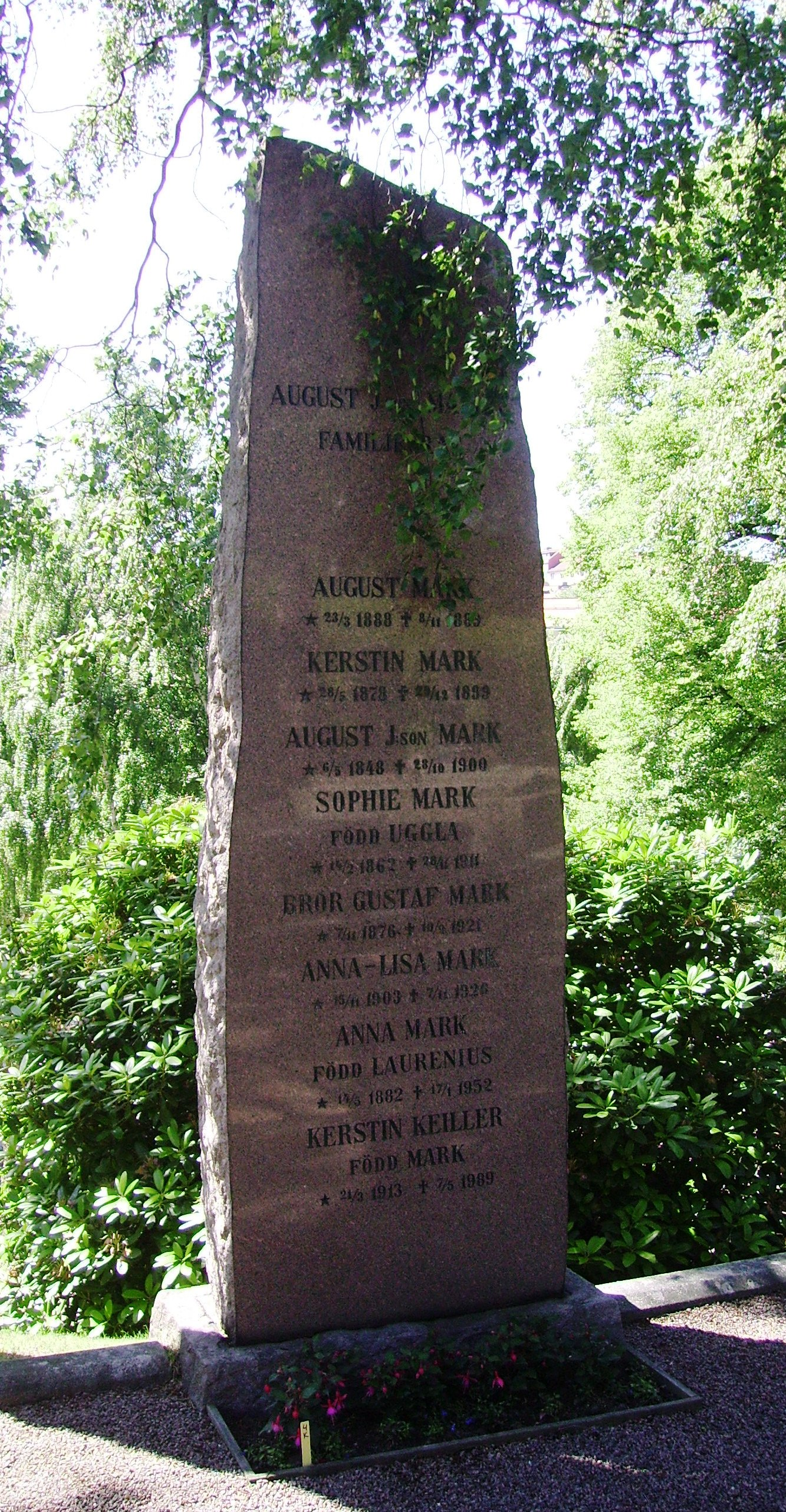
August J:son Marks gravvård på Östra kyrkogården.